# Dragoslav Stojanović
Dragoslav Stojanović (Vrbica, 27. januar 1890 — 1945) bio je srpski slikar, pedagog, grafičar i karikaturista. Poznato je da je tvorac plakata „Majko Srbijo pomozi” kojim je tokom Drugog svetskog rata pozivao građane Srbije da pomognu svom narodu pobeglom od ustaških zločina.

## Biografija
Dragoslav Stojanović rođen je od oca Tanasija, kafedžije i majke Zorke. Kršten je 4. februara te godine. Slikarski talenat Dragoslava Stojanovića prepoznali su njegovi roditelji i podržali ga u njegovom usavršavanju. Zahvaljujući njima, Dragoslav je 1905.godine upisao novoosnovanu Umetničko-zanatsku školu takozvanu Realku u Beogradu, kojom je rukovodio ugledni slikar Rista Vukanović. Komunisti su ga streljali 1945. godine, zbog njegovog plakata „Majko Srbijo pomozi” – simbol pomoći vlade Milana Nedića srpskim izbeglicama iz Hrvatske i Bosne za vreme Drugog svetskog rata. Postoje podaci da je isključen iz Udruženja likovnih umetnika Srbije na sednici održanoj 17. februara 1945. godine i računa se da je ubrzo posle toga ubijen. Bio je jedan od pedagoga koji je predavao Mileni Pavlović-Barili. Nije imao dece, a njegova žena, Ruskinja poreklom, živala je dugo godina posle njegovog ubistva u Budimpešti.

### Školovanje
Stojanović je u Beogradu,1905.godine upisao i završio šest semestara novoosnovane Umetničko-zanatske škole. Bio je veliki majstor karikature i crteža, vrsni pedagog, koji je ostavio neizbrisiv trag u srpskoj štampi i kulturi između dva rata.

## Spoljašnje veze
- Sajt o Dragoslavu Stojanoviću
- Zvanični sajt Aranđelovca
- O Drugom svetskom ratu
- Zvanični sajt grada Beograda
- Umetnička škola